# 엔초 베아르초트
엔초 베아르초트, OMRI 대장군장(이탈리아어: Enzo Bearzot ˈɛntso bearˈtsɔt, -ˈdzɔt[*]; 1927년 9월 26일, 프리울리-베네치아 줄리아 주 아이엘로 델 프리울리 ~ 2010년 12월 21일, 롬바르디아 주 밀라노)는 이탈리아의 전 프로 축구 선수이자 감독이다. 현역 시절 수비수와 미드필더로 활약했으며, 1982년 월드컵에서 이탈리아 국가대표팀을 이끌고 정상에 올랐다.
노신사(Vecio, 이탈리아 표준어 철자로는 vecchio이다.)라는 별칭으로 수식되는 베아르초트는 이탈리아 국가대표팀을 이끌고 가장 많은 경기를 치렀다.(1975년 9월부터 1986년 6월까지 104번의 경기를 지휘했다) 그는 생전에 냉정한 마음가짐으로 만사에 임하였으며, 곰방대 담배를 즐겨 피운 것으로 회자된다.
그가 영면에 든 다음 해, 1982년 월드컵 우승을 이끈 감독을 기리기 위해 이탈리아 올해의 감독상이 엔초 베아르초트 상으로 개칭되었다.

## 클럽 경력

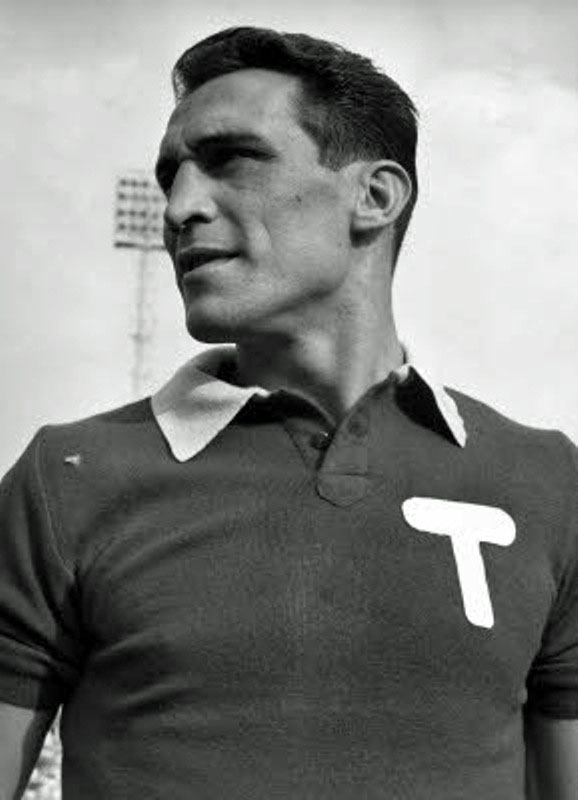
1958-59 시즌, 토리노의 베아르초트

베아르초트는 프리울리-베네치아 줄리아 주 프리울리권의 우디네 도 아이엘로 델 프리울리 출신으로, 그의 부친은 은행 창구직원이었고, 우디네의 고등학교를 다녔다.
엔초 베아르초트는 1946년에 프로 고리치아에서 프로 신고식을 치렀고, 그는 1948년에 고향을 떠나 인테르나치오날레로 이적했다. 3년 동안 흑청 군단(Nerazzurri)에서 활약한 베아르초트는 시칠리아로 둥지를 옮겨 카타니아에서 3년을 더 보냈다.
1954년, 그는 수페르가 비행기 참사로부터 재건중이던 토리노로 이적했다. 그는 2년 동안 주전 선수로 65번의 경기에 출전해 1골을 기록했다. 1956년, 그는 인테르나치오날레로 복귀해 27번의 경기에 출전했는데, 마지막으로 출전한 경기는 1957년 6월 9일, 2-3으로 패한 볼로냐와의 경기였다. 이듬해, 그는 토리노로 복귀했다. 토리노에 복귀한 베아르초트는 밤색 군단(Granata)의 경기에 164번 나서 7골을 기록했고, 1964년에 37세에 축구화를 벗고 감독일을 시작했다.
현역 시절, 베아르초트는 이탈리아 세리에 A에서 251번의 경기에 출전했고, 이탈리아 국가대표팀 경기에 1번 차출되어 1955년 11월 27일에 0-2로 패한 헝가리와의 1955-56 시즌 중부 유럽 선수권 대회 경기에 출전했다.

## 감독 경력

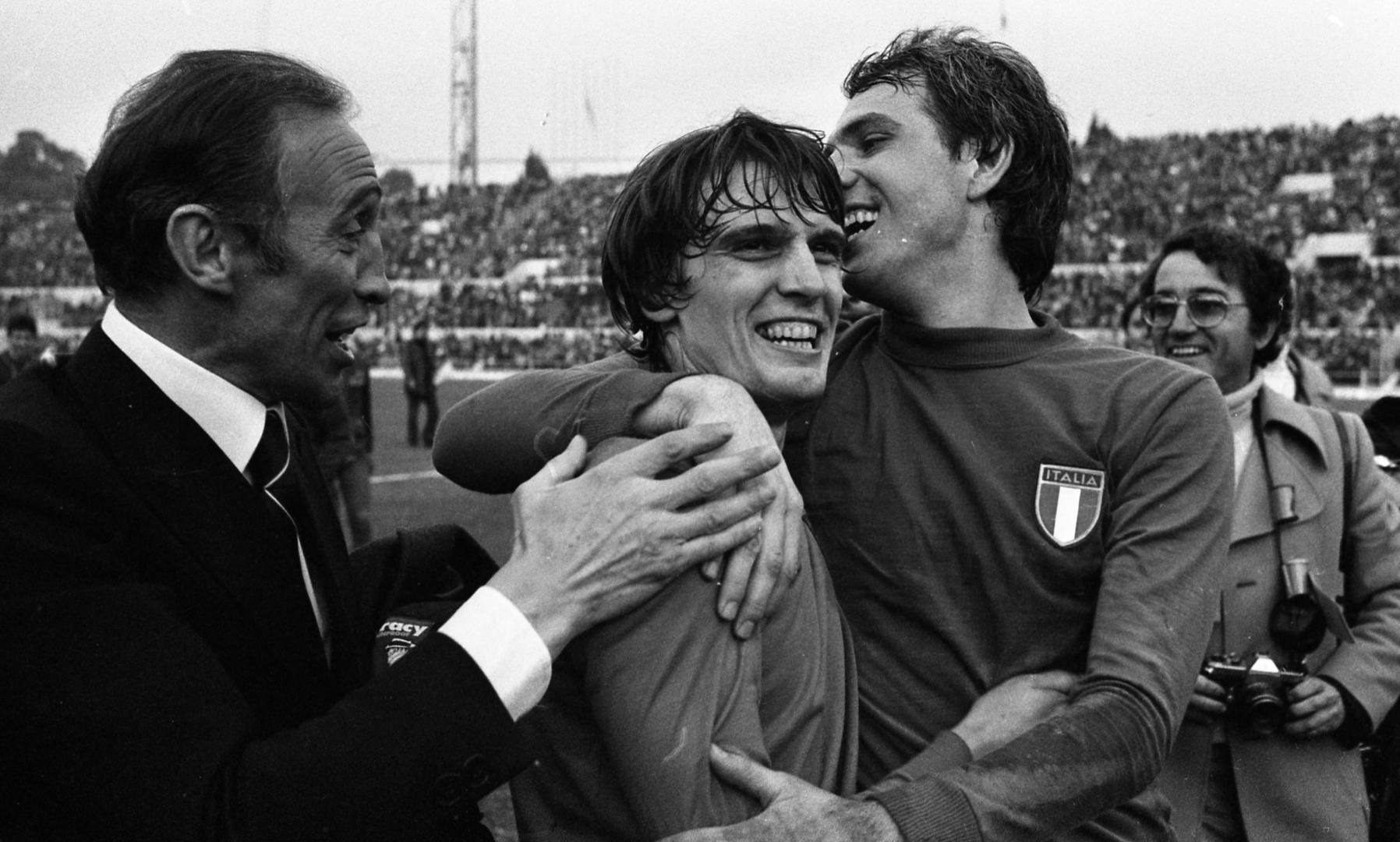
1976년 11월, 잉글랜드전 승리를 자축하는 마르코 타르델리와 로베르토 베테가, 그리고 엔초 베아르초트 이탈리아 국가대표팀 감독

현역 은퇴 후, 베아르초트는 토리노 수석 코치로서 네레오 로코와 조반 바티스타 파브리 감독을 보좌했다. 그는 토스카나 주로 둥지를 옮겨 세리에 C의 프라토 지휘봉을 잡으면서 지도자로서 연착륙에 성공했다.
그러나, 베아르초트는 구단 지도 활동을 오래 이어가지 않았고, 이탈리아 축구 연맹에서 활동하게 되었다: 그는 처음에 U-23 국가대표팀 감독을 맡았고, 1974년 월드컵 당시에는 페루초 발카레지 감독을 보좌했다. 서독에서 열린 월드컵이 끝난 후, 베아르초트는 풀비오 베르나르디니를 보좌하게 되었고, 베르나르디니 감독이 1975년에 물러나면서 정감독을 맡게 되었다. 베아르초트는 1978년 월드컵에서 4위의 성과를 거두었다. 2년 후, 이탈리아 안방에서 열린 유로 1980도 4위로 대회를 마감했다.

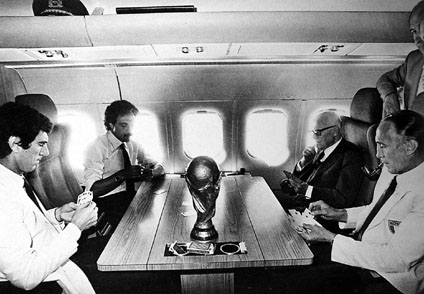
1982년 월드컵 우승 후 귀국행 비행기에서 디노 초프, 프란코 카우시오, 산드로 페르티니 이탈리아 대통령과 함께 스코포네 카드 놀이를 하는 엔초 베아르초트(오른쪽)

1982년 월드컵에서 1차 조별 리그 3경기를 부진하게 시작하면서, 이탈리아 언론의 들끓는 비판에 베아르초트는 소위 언론 침묵(silenzio stampa)로 돌파를 택했다. 그 후, 이탈리아 국가대표팀은 반등에 성공해 2차 조별 리그에서 아르헨티나와 브라질을 명경기 끝에 연파하고 준결승전에 안착했다. 이어, 파죽지세로 준결승전에서 폴란드를, 결승전에서 서독을 꺾고 1938년 이래 첫 우승을 거두었다.
그러나, 이탈리아는 유로 1984 본선행에 실패했다. 이탈리아는 뒤이어 1986년 월드컵에서 프랑스와의 16강전에서 완패로 탈락함에 따라, 베아르초트 감독은 사표를 제출했다. 베아르초트는 말년의 대회에서 1982년 월드컵 우승 주역에 지나치게 의존하며 맹비난의 대상이 되었는데, 이들 중 몇 명은 1986년에 노쇠하여 기량이 하락했기 때문이었다.
그는 이탈리아 국가대표팀 역대 최다 경기 지휘 감독으로 이름을 남겼는데, 총 104번의 경기에서 이탈리아 국가대표팀을 이끌었다.
오랜 기간 야인으로 머물던 베아르초트는 2002년에 이탈리아 축구 연맹 기술부(Settore Tecnico, 이탈리아 축구의 주 감독 연맹)의 장으로 취임했다. 그는 2005년에 이 직위를 내려놓았다.

## 감독 방식
베아르초트는 감독으로서 전술적 두각이 있고, 세밀하며, 유연한 거장으로 평가되었다. 그는 경기 전에 꼼꼼히 상대를 연구하고, 전술을 짜내어 선수단의 전략을 짜냈다. 그는 상대의 경기 방식에 맞추어 다양한 전술, 배치 형태, 경기 방식을 구사하는 것으로 유명하며, 선수들에게 맞춤형 체계를 고안하는 것으로 알려져 있다. 동시에, 그는 선수들에게 각별히 정지 상황에서의 약속된 전개나 전술적 전개에 크게 신경 쓰지 않았고, 무슨 일이 있어도, 선수들이 자신의 역량과 개인기를 발휘할 수 있어야 한다고 생각했다. 1978년 월드컵에서, 그의 이탈리아 국가대표팀은 대게 매력적이며, 공격적인, 점유율 위주의 경기로 공넘김, 창의성, 역동성, 우아한 공격, 그리고 기술로 선수들의 개인 역량을 극대화했다. 중앙 공격수 파올로 로시, 그리고 측면 공격수인 로베르토 베테가와 프란코 카우시오는 공격의 3각편대를 이루며 서로 위치를 전환해 상대 수비진을 교란시켰다.

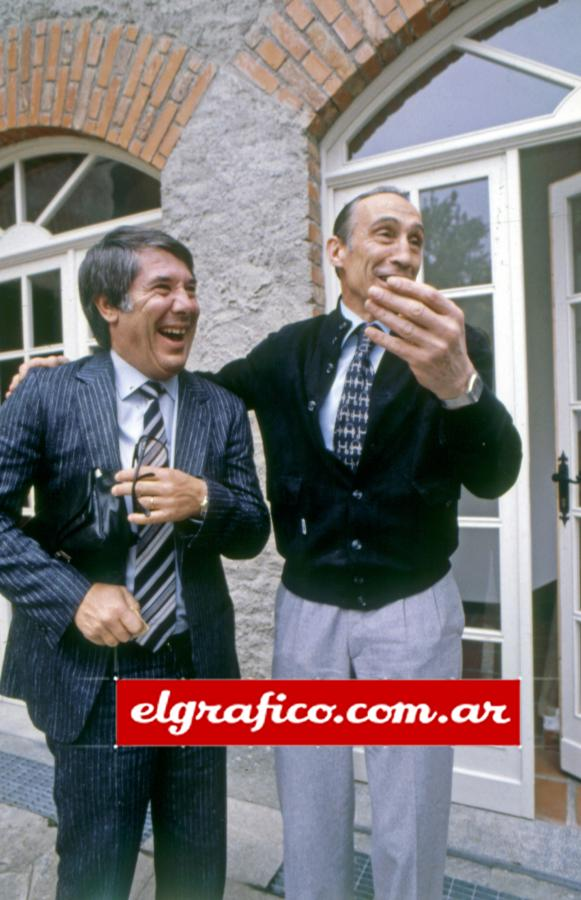
1980년, 회견에 응하는 아르헨티나의 전 선수 오마르 시보리와 베아르초트 (우측)

1982년 월드컵에서 베아르초트 감독은 유동적인 4-3-3 배치 형태를 기반으로 경기 도중 4-4-2, 5-2-3, 혹은 3-5-2로 수시로 배치를 변경했다. 4-3-3 배치 형태에서 베아르초트는 주로 2명의 창의적인 측면 공격수(주로 브루노 콘티와 프란체스코 그라치아니, 이 중 그라치아니는 후방 스트라이커로도 배치되었다)와 정면의 중앙 공격수(주로 파올로 로시가 맡음)를 배치했고, 바로 뒤에 플레이메이커(주로 잔카를로 안토뇨니), 2명의 거친 견제에 능한 전방위 미드필더(주로 마르코 타르델리와 가브리엘레 오리알리나 잔피에로 마리니 - 이 중 오리알리와 마리니는 수비형 미드필더 역할을 맡고, 타르델리는 안쪽 측면 미드필더(mezzala)를 맡았다)가 배치되었고, 후방의 수비로는 최후방 수비수(주로 가에타노 시레아)를 골키퍼 바로 앞에 배치해 수비와 공격 전개를 맡았고, 3명의 대인 수비수나 2명의 측면 수비수, 그리고 중앙 수비수 혹은 저지자를 배치했다. 그의 선수단은 혼합 영역(zona mista) 체제[혹은 "이탈리아의 경기 방식"(Gioco all'Italiana]에 따라 경기를 전개해 빗장 전법(catenaccio)를 비롯해 지역 방어와 대인 방어를 혼합했다.
이탈리아는 브라질과의 2차 조별 리그 경기에서 베아르초트의 전술적 역량이 더욱 두드러졌는데, 이탈리아는 배치 형태를 바꾸어 브라질 중원을 가두고 경기의 주도권을 쥐지 못하도록 견제하며 경기를 이탈리아 편으로 끌어들였다. 서독과의 결승전에서는 플레이메이커 안토뇨니가 미드필더에서 빠지면서 이탈리아의 배치 형태를 5-2-3으로 변경해 클라우디오 젠틸레를 추가적 대인 방어 중앙 수비수로 배치해 좌측 수비수 안토니오 카브리니를 도와 서독의 측면으로 치고 들어오는 피에르 리트바스키를 막도록 특명을 내렸고, 카브리니는 서독의 우측 수비수 만프레트 칼츠의 쇄도를 막았다. 이탈리아의 나머지 중앙 수비 2명인 풀비오 콜로바티와 주세페 베르고미는 측면 공격수 칼-하인츠 루메니게와 중앙 공격수 클라우스 피셔를 맡았고, 시레아는 최후방에서 공격수를 고립시키거나 중원으로 치고 올라가 공을 회수하고 공격을 전개하여 전방으로 경기를 밀고 올라가게 만들었다. 베아르초트는 선수단의 전술적 유연성에 힘입어 경기 내내 위치를 바꾸어 상대를 교란했고, 베아르초트의 선수단은 상대의 공간을 최대한 활용했다. 베아르초트호는 수비적 강점을 통해 선수들이 서로의 부족한 부분을 보완하고 상대의 움직임을 예측해 공을 회수했다. 베아르초트호는 득점 기회를 창출하는 데에도 일가견이 있어, 공을 회수한 직후 빠르고 잘 짜인 역습으로 허를 찔렀고, 공을 쥐면서 점유율을 높여 체력을 보존하기도 했다.
베아르초트는 전술가로서의 역량 외에도 선수 개개인과 밀접한 유대감을 보인 것으로도 회자되며, 선수단에 동기를 심어주어 하나된 선수단을 조성해 이기는 정신을 발휘하도록 했다. 2010년 베아르초트가 영면에 들자 가디언지에 기재된 부고문에 브라이언 글랜빌은 "...엔초 베아르초트...는 자국 대표팀에 다시 생동감을 불어넣었다. 그는 훨씬 유연하며, 대담한 경기로 1982년에 스페인에서 열린 월드컵에서 자국 대표팀을 우승으로 이끌었다"라고 기고했다.

## 사생활과 최후
베아르초트는 루이사를 배우자로 맞이했다. 두 부부의 슬하에 아들 글라우코와 딸 친차를 두었다.
베아르초트는 2010년 12월 21일 향년 83세로 밀라노에서 영면에 들었는데, 이 날은 비토리오 포초의 42주기가 된 날이었다. 그는 파데르노 다다의 가족 공동묘지에 안치되었다.

## 수상

### 선수
카타니아
- 세리에 B: 1953–54

토리노
- 세리에 B: 1959–60

### 감독
이탈리아
- 월드컵: 1982[12]

### 개인
- 황금 파종자상: 1982
- 월드 사커 올해의 감독: 1982[26]
- 유럽 올해의 감독(제프 헤어베어거 상): 1982
- 황금 벤치 공로상: 1992[27]
- 이탈리아 축구 명예의 전당 헌액: 2011 (사후 명예)[28]
- 월드 사커 역대 최고 감독 24위: 2013[29][30]

### 서훈
- 이탈리아 공화국 공로장 2등급 / 대장군장: 1982[31]